# Rodrigo de Vivero y Aberrucia
Pour les articles homonymes, voir Vivero.
 (décembre 2010).
Si vous disposez d'ouvrages ou d'articles de référence ou si vous connaissez des sites web de qualité traitant du thème abordé ici, merci de compléter l'article en donnant les références utiles à sa vérifiabilité et en les liant à la section « Notes et références ».
Rodrigo de Vivero y Aberrucia (Tecamachalco ?, Nouvelle-Espagne, 1564-1636) était un officier colonial espagnol de Nouvelle-Espagne, et le gouverneur par intérim des Philippines en 1608. Il était le fils de Rodrigo de Vivero y Velasco, neveu du vice-roi de Nouvelle-Espagne Luis de Velasco.

## Biographie
À Manille, Rodrigo de Vivero y Aberrucia est confronté à l'insurrection des enclaves japonaises aux Philippines, en particulier Dilao ; il expulse certains Japonais vers leur pays d'origine et instaure un contrôle des marchandises. Peu après, cependant, il reçoit un message de William Adams, de la part du shogun Ieyasu Tokugawa, qui souhaite établir un commerce direct avec la Nouvelle-Espagne. Des lettres amicales sont alors échangées, inaugurant officiellement les relations entre le Japon et la Nouvelle-Espagne.
Le 30 septembre 1609, le navire de Rodrigo, le San Francisco, revenant en Nouvelle-Espagne, s'échoue au Japon avec un équipage de 373 hommes, près d'Iwawada dans la province de Kazusa (aujourd'hui Chiba). Deux autres navires accompagnaient Rodrigo, le Santa Anna, qui rallie intact un autre port japonais, et le San Antonio, qui disparaît. Rodrigo de Vivero y Aberrucia passe 9 mois au Japon, durant lesquels il rencontre à de nombreuses reprises les autorités, avec l'aide de Luis Sotelo.
Il quitte le Japon à bord d'un navire construit par William Adams, le San Buena Ventura en août 1610 (il aurait pu partir sur le Santa Ana, mais préfère accompagner les Japonais afin d'être sûr qu'ils soient bien accueillis à leur arrivée en Nouvelle-Espagne). Il est accompagné par 23 représentants japonais, dirigés par le marchand de Kyōto Shōsuke Tanaka (田中勝助, Tanaka Shōsuke), les premiers Japonais à effectuer une traversée du Pacifique.
Ils sont également accompagnés par le frère franciscain Alonso Muños, envoyé officiel de Ieyasu pour négocier avec les autorités espagnoles. Le shogun leur fournit l'équivalent de 4000 ducats pour le voyage.
Durant son séjour, Rodrigo établit un traité avec les Japonais, offrant des privilèges extraterritoriaux pour des chantiers navals et une base navale espagnole dans l'est du Japon, en échange du commerce transpacifique et des technologies mexicaines de minage d'argent. Rodrigo demande également la cartographie des côtes espagnoles, la liberté d'activité des prêtres catholiques et l'expulsion des Hollandais.
Luis de Velasco y Castilla, vice-roi de Nouvelle-Espagne, reçoit les 23 Japonais et exprime sa grande satisfaction devant le traitement reçu par les marins espagnols au Japon. Il décide d'envoyer une ambassade au Japon en la personne du célèbre explorateur Sebastián Vizcaíno.
Vizcaíno a pour mission de ramener les 4000 ducats et de rechercher les « Îles d'or et d'argent » supposées se trouver à l'est du Japon. Il part pour le Japon le 22 mars 1611, et après s'être échoué, revient en 1613 à bord du galion japonais San Juan Bautista avec la première ambassade japonaise officielle en direction des Amériques et de l'Europe, conduite par Tsunenaga Hasekura.